# Pruimenhoorntjesmijt
De pruimenhoorntjesmijt (Phyllocoptes eupadi) is een mijt die behoort tot de familie der Eriophyidae. De wetenschappelijke naam van de soort werd in 1984 gepubliceerd door Richard A. Newkirk.
De volwassen mijt leeft van sap, gezogen uit de celweefsels. De mijten zijn kleiner dan 1 mm en veroorzaken gallen die als een onregelmatig bolletje of hoorntje op een steeltje oprijzen boven het bladoppervlak van sleedoorn (Prunus spinosa) en andere Prunus-soorten (zoals de pruim en de gewone vogelkers).

## Uiterlijk
De gallen zitten soms alleen langs de hoofdnerf maar ook vaak over het hele blad en lijken op bolletjes die op steeltjes zitten. De kleur is geelgroen tot roodachtig en de opening van de gallen is fijnbehaard en zit aan de onderkant van het blad. Het bladoppervlak kan zo dicht worden bedekt met gallen dat het vervormd en gerimpeld wordt.